# 斯图尔特·莫里斯
斯图尔特·莫里斯（英語：Stewart Morris，1909年5月25日—1991年2月24日），英国男子帆船运动员。他曾代表英国参加1948年夏季奥林匹克运动会帆船比赛，联同戴维·邦德获得一枚金牌。